# Cape St. Charles

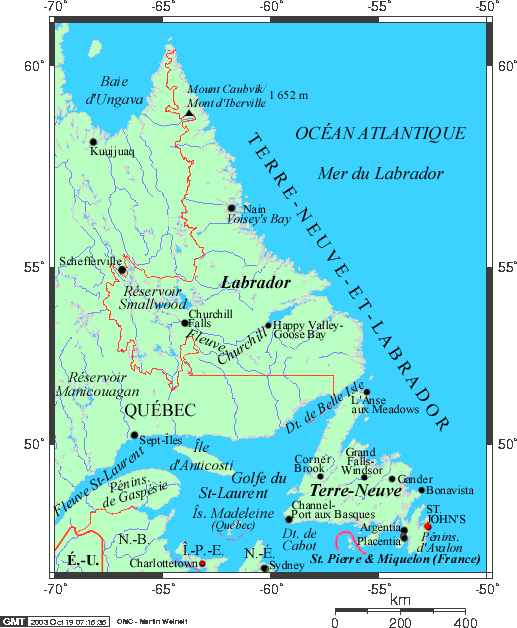
Lägeskarta

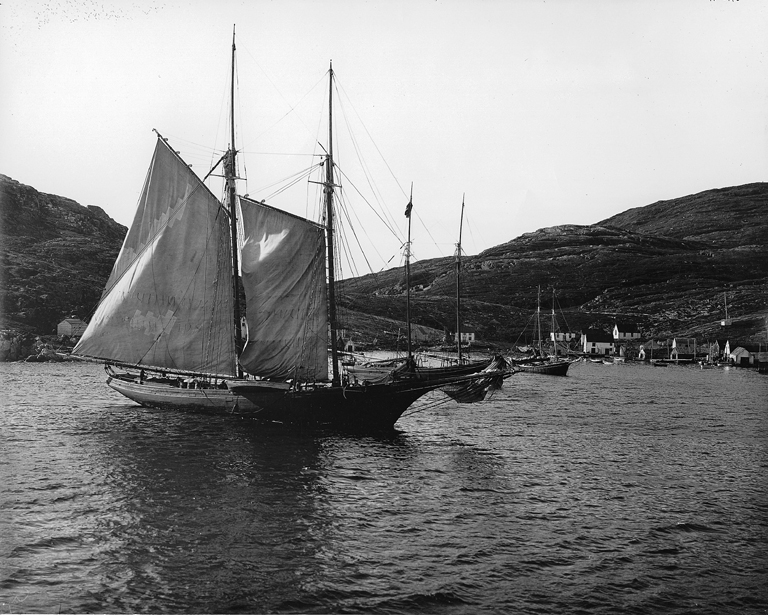
Äldre bild från området (1908)

Cape St. Charles eller Kap St Charles (engelska: Cape St. Charles, franska: Cap St. Charles) är en udde i Newfoundland och Labrador i östra Kanada. Udden är den östligaste punkten på Nordamerikas fastland och är en av världens yttersta platser. Den östligaste punkten på kontinenten Nordamerika är Cape Spear på Newfoundlandön och den östligaste punkten i världsdelen Nordamerika är Nordostrundingen på Grönland.

## Geografi
Cape St. Charles ligger i sydöstra delen av Labradorhalvön i provinsen Newfoundland och Labrador mellan Belle Isle-sundet och Labradorhavet. Udden ligger cirka 15 km öster om Lodge Bay och cirka 500 km nordväst om huvudorten St. John's. På udden finns det lilla övergivna fiskarsamhället Cape Charles.
Förvaltningsmässigt utgör udden en del av distriktet Lodge Bay.

## Historia
Inom området ligger byggnaden The Pye House som är den äldsta och sista återstående byggnaden från 1800-talet i området. Den 27 mars 2003 utsågs till "Registered Heritage Structure" (byggnadsminnesmärke) av Heritage Foundation of Newfoundland and Labrador.